# Luzie Manzke
Luzie Manzke (ur. 21 lipca 1996) – niemiecka zapaśniczka walcząca w stylu wolnym. 
Piąta na mistrzostwach Europy w 2018. Jedenasta na igrzyskach europejskich w 2019. Druga na ME U-23 w 2019. Druga na ME juniorów w 2016. Druga na ME kadetów w 2011 i trzecia w 2013 roku.
Mistrzyni Niemiec w 2016; druga w 2015; trzecia w 2014, 2017, 2018 i 2019 roku